# Jorge Galán
Jorge Galán Anaut (Pamplona, 22 gennaio 1989) è un calciatore spagnolo, attaccante svincolato.

## Carriera

### Club
Ha giocato nella prima divisione dei campionati spagnolo e scozzese.

### Nazionale
Ha giocato nella nazionale spagnola Under-20.